# Alejandro García Caturla

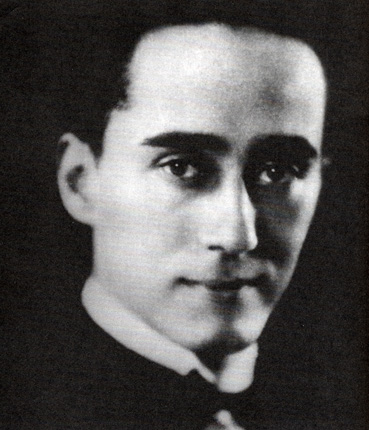
Alejandro García Caturla

Alejandro García Caturla (* 7. März 1906 in Remedios, Villa Clara; † 12. November 1940 in Havanna) war ein kubanischer Komponist.

## Leben
Caturla erhielt als Kind eine Violinausbildung und studierte Jura in Havanna. Von 1925 bis 1927 setzte er dann seine musikalische Ausbildung in Paris bei Nadia Boulanger fort. Nach seiner Rückkehr gründete er in Remedios ein Kammerorchester und die Zeitschrift Los minoristas, von der allerdings nur eine Ausgabe erschien.
Er wirkte dann als Violinist des Philharmonischen und des Sinfonieorchesters von Havanna und gründete in Caibarién die Sociedad de Conciertos, mit der er die Werke von Debussy, Ravel und de Falla aufführte. Am 12. November 1940 fiel er einem Mord zum Opfer.
Neben einigen Orchesterwerken, die auch internationale Beachtung fanden – so führte Leopold Stokowski seine Kompositionen in New York und Philadelphia auf –, komponierte er zahlreiche Klavierwerke sowie zwischen 1934 und 1937 die Oper "Manita en el Suelo" für Marionetten und einen Schauspieler nach einem Libretto von Alejo Carpentier, die erst 1985 in einer Rekonstruktion in Havanna uraufgeführt wurde.

## Werke
- No quiere juego con tu marido (Danza cubana no. 1), 1924
- La viciosa (Danza cubana no. 2), 1924
- La número tres (Danza cubana no. 3), 1924
- Cuentos musicales. Escanas infantiles, 1925
- Tres Preludios, 1925
- Tres danzas cubanas, 1927
- Obertura cubana, 1928
- Comparsa (a Fernando Ortiz), 1930
- Preludio Homenaje a Changó, 1936
- Berceuse para dormir a un negrito, 1937
- Berceuse Campesina, 1938